# دي جي فريش
دانييل إدوارد ستاين (Daniel Edward Stein)  ويعرف أكثر بإسمه الفني دي جي فريش ( DJ Fresh)  هو منسق أسطوانات دي جي ومنتج و موسيقي إنجليزي مختص في الموسيقي الإلكترونية ولد في 11 أبريل 1977. بيعت أعماله الموسيقية أكثر من 2,8 ملون نسخة منها و له أغنيتين إحتلتا المراكز الأولي في تصنيفات الأغاني.

## روابط خارجية
- دي جي فريش على موقع ميوزك برينز (الإنجليزية)
- دي جي فريش على موقع ميوزك برينز (الإنجليزية)
- دي جي فريش على موقع أول ميوزيك (الإنجليزية)
- دي جي فريش على موقع أول ميوزيك (الإنجليزية)
- دي جي فريش على موقع أول ميوزيك (الإنجليزية)
- دي جي فريش على موقع ديسكوغز (الإنجليزية)
- دي جي فريش على موقع ديسكوغز (الإنجليزية)